# Liste der Biografien/Schmid, H
Liste der Biografien |
Portal Biografien |
H Personensuche
# |
A |
B |
C |
D |
E |
F |
G |
H |
I |
J |
K |
L |
M |
N |
O |
P |
Q |
R |
S |
T |
U |
V |
W |
X |
Y |
Z |
?
 
Sa |
Sb |
Sc |
Sd |
Se |
Sf |
Sg |
Sh |
Si |
Sj |
Sk |
Sl |
Sm |
Sn |
So |
Sp |
Sq |
Sr |
Ss |
St |
Su |
Sv |
Sw |
Sy |
Sz
 
Sca–Sce |
Sch |
Sci–Scz
 
Scha |
Schc |
Schd |
Sche |
Schg |
Schi |
Schj |
Schk |
Schl |
Schm |
Schn |
Scho |
Schp |
Schr |
Schs |
Scht |
Schu |
Schv |
Schw |
Schy
 
Schma |
Schme |
Schmi |
Schmo |
Schmu |
Schmy
 
Schmic |
Schmid |
Schmie |
Schmig |
Schmik |
Schmil |
Schmin |
Schmir |
Schmis |
Schmit
 
Schmida |
Schmidb |
Schmide |
Schmidf |
Schmidg |
Schmidh |
Schmidi |
Schmidj |
Schmidk |
Schmidl |
Schmidm |
Schmidp |
Schmidr |
Schmids |
Schmidt |
Schmid, A |
Schmid, B |
Schmid, C |
Schmid, D |
Schmid, E |
Schmid, F |
Schmid, G |
Schmid, H |
Schmid, I |
Schmid, J |
Schmid, K |
Schmid, L |
Schmid, M |
Schmid, N |
Schmid, O |
Schmid, P |
Schmid, R |
Schmid, S |
Schmid, T |
Schmid, U |
Schmid, V |
Schmid, W |
Schmid, Y
Die Liste der Biografien führt alle Personen auf, die in der deutschsprachigen Wikipedia einen Artikel haben. Dieses ist eine Teilliste mit 68 Einträgen von Personen, deren Namen mit den Buchstaben „Schmid, H“ beginnt.

## Schmid, H

### Schmid, Ha
- Schmid, Hannes (* 1946), Schweizer Fotokünstler
- Schmid, Hannes (* 1990), deutsch-österreichischer Schauspieler
- Schmid, Hannes Paul (* 1980), italienischer Skirennläufer
- Schmid, Hanns (* 1958), Schweizer Grafiker, Fotograf, Verleger und Filmemacher
- Schmid, Hans (1879–1911), Schweizer Flugpionier
- Schmid, Hans (1889–1979), österreichischer Politiker (CS, ÖVP), Bürgermeister von Graz (1934–1938)
- Schmid, Hans (1893–1987), österreichischer Komponist, Arrangeur und Dirigent
- Schmid, Hans (* 1898), deutscher Eishockeyspieler
- Schmid, Hans (1903–2002), Schweizer Bildhauer und Maler
- Schmid, Hans (1917–1976), Schweizer Chemiker
- Schmid, Hans (1920–2010), österreichischer Geodät und Hochschullehrer
- Schmid, Hans (1922–2000), deutscher Psychoanalytiker und Psychotherapeut
- Schmid, Hans (1924–2008), Schweizer Maler und Grafiker
- Schmid, Hans, deutscher Fußballspieler
- Schmid, Hans (1925–2008), deutscher Autor und Verleger
- Schmid, Hans (1931–2015), Schweizer Physikochemiker und Kristallograph
- Schmid, Hans (1935–2010), Schweizer Wirtschaftswissenschaftler und Politiker (SP)
- Schmid, Hans (* 1940), österreichischer Werbeunternehmer, Medienherausgeber und Großwinzer
- Schmid, Hans (* 1948), Schweizer Skispringer
- Schmid, Hans (* 1955), Schweizer Eishockeyspieler
- Schmid, Hans Bernhard (* 1970), Schweizer Philosoph
- Schmid, Hans Georg (1948–2007), Schweizer Pilot
- Schmid, Hans Heinrich (1937–2014), Schweizer Theologe, Hochschullehrer und -rektor
- Schmid, Hans Hermann (1884–1963), deutscher Frauenarzt, Rektor der Universität Rostock
- Schmid, Hans III, deutscher Fußballspieler
- Schmid, Hans Jakob (1856–1924), Schweizer Lithograph
- Schmid, Hans Ulrich (* 1952), deutscher Sprachhistoriker
- Schmid, Hans-Christian (* 1965), deutscher Filmregisseur und DrehbuchautorHans-Christian Schmid (* 1965)

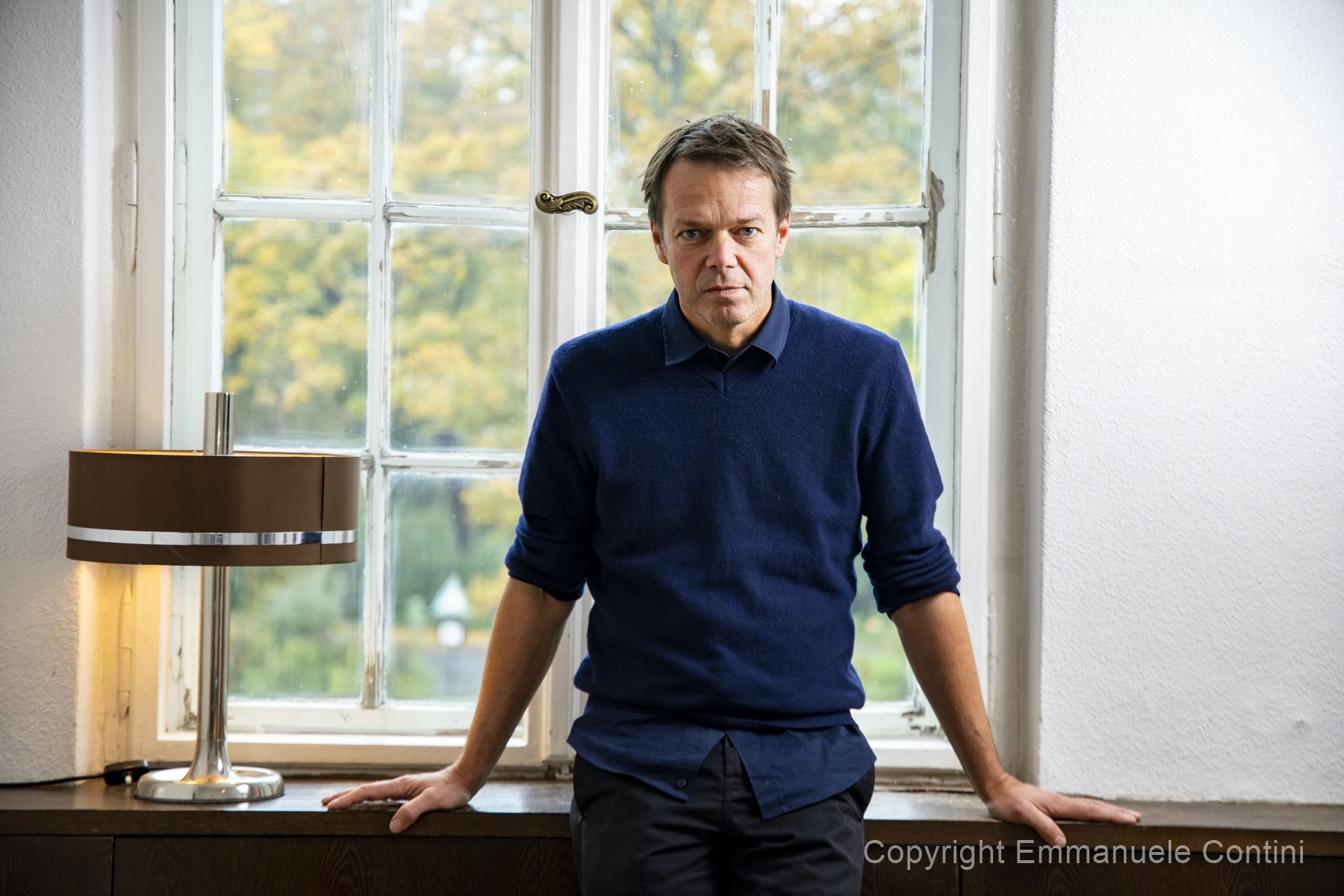
Hans-Christian Schmid (* 1965)

- Schmid, Hans-Dieter (* 1941), deutscher Historiker
- Schmid, Hans-Heinrich (1954–2018), deutscher Sachbuchautor und Experte für die Geschichte der Uhrenindustrie
- Schmid, Hansjörg (* 1972), deutscher Theologe
- Schmid, Hansl (1897–1987), österreichischer Wienerliedsänger
- Schmid, Hansruedi (1928–2012), Schweizer Politiker
- Schmid, Harald (1946–2020), deutscher Aphoristiker
- Schmid, Harald (* 1957), deutscher Leichtathlet und OlympiamedaillengewinnerHarald Schmid (* 1957)

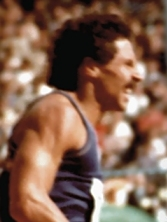
Harald Schmid (* 1957)

- Schmid, Harald (* 1964), deutscher Politikwissenschaftler
- Schmid, Hartmut (* 1956), deutscher Pfarrer und Professor für Altes Testament

### Schmid, He
- Schmid, Hedda von (1864–1921), deutschbaltische Schriftstellerin
- Schmid, Heidi (* 1938), deutsche Florettfechterin
- Schmid, Heiko (* 1959), deutscher Politiker (FW) und Landrat des Landkreises Biberach
- Schmid, Heinrich, eidgenössischer Ammann und Landvogt
- Schmid, Heinrich (1611–1653), deutscher Theologe
- Schmid, Heinrich (1799–1836), deutscher Philosoph und Hochschullehrer
- Schmid, Heinrich (1806–1883), Schweizer Unternehmer, Sozialreformer und Politiker
- Schmid, Heinrich (1885–1949), österreichischer Architekt
- Schmid, Heinrich (1888–1968), österreichischer Diplomat
- Schmid, Heinrich (1921–1999), Schweizer Sprachwissenschaftler und der Schöpfer der rätoromanischen Dachsprachen Rumantsch Grischun und Ladin Dolomitan
- Schmid, Heinrich Alfred (1863–1951), Schweizer Kunsthistoriker
- Schmid, Heinrich Daniel (1805–1873), elsässisch-österreichischer Industrieller und Maschinenbauer
- Schmid, Heinrich Felix (1896–1963), deutsch-österreichischer Slawist
- Schmid, Heinrich IV. (1801–1874), Abt der Benediktinerabtei Einsiedeln
- Schmid, Heinrich Kaspar (1874–1953), deutscher Komponist
- Schmid, Heinz Dieter (1921–2009), deutscher Geschichtsdidaktiker
- Schmid, Helga (* 1960), deutsche Diplomatin
- Schmid, Helgi (* 1986), deutscher Film- und TheaterschauspielerHelgi Schmid (* 1986)

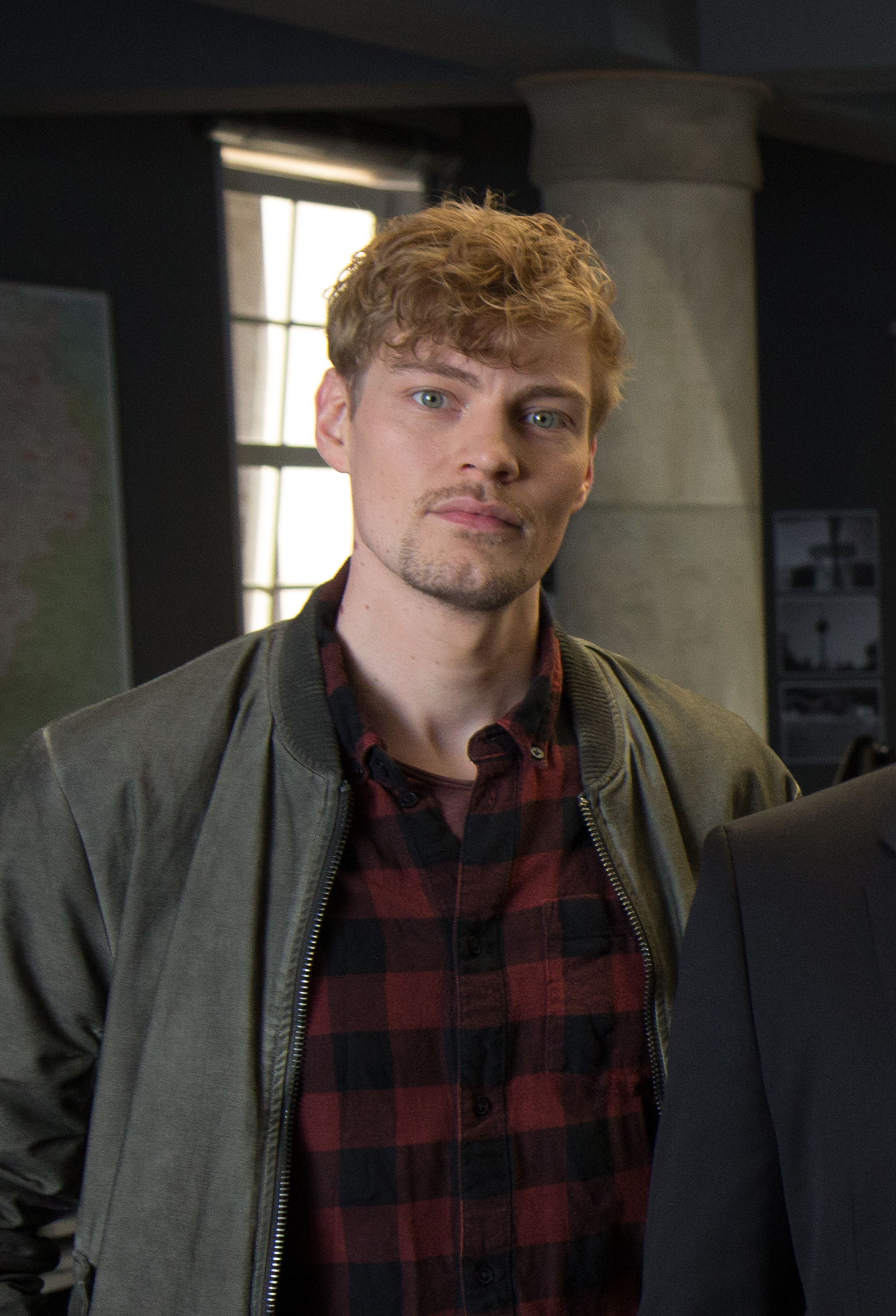
Helgi Schmid (* 1986)

- Schmid, Hellmut Heinrich (1914–1998), Schweizer Geodät
- Schmid, Helmut (1925–1992), deutscher Schauspieler und Regisseur
- Schmid, Helmut (1942–2018), deutscher Typograf, Gestalter und Designer
- Schmid, Henri (1924–2009), Schweizer Maler, Zeichner, Grafiker und Fotograf
- Schmid, Heribert (* 1941), Schweizer Skispringer
- Schmid, Herman (1939–2021), schwedischer Soziologe, Friedensforscher und Politiker, MdEP
- Schmid, Hermann (1870–1945), österreichischer Maler
- Schmid, Hermann (1872–1915), deutscher Gärtnereibesitzer und Politiker (NLP), MdR
- Schmid, Hermann (1939–2022), österreichischer Schauspieler und Regisseur
- Schmid, Hermann Ludwig (1908–1956), deutscher Mathematiker
- Schmid, Hermann von (1815–1880), deutscher Schriftsteller

### Schmid, Ho
- Schmid, Horst (* 1933), deutsch-kanadischer Politiker, Geschäftsmann und Aufsichtsratsvorsitzender der Deep Well Oil & Gas Incorporation

### Schmid, Hu
- Schmid, Hubert, deutscher Opernsänger (Tenor)